# Smart & Final
Smart & Final er en amerikansk dagligvarekæde med hovedkvarter i Commerce, Californien. De har 253 supermarkeder det vestlige USA og 15 i det nordvestlige Mexico. Deres årsomsætning er på 3 mia. US $ og de har 11.000 ansatte.
Butikkerne i Mexico drives under et joint venture med Calimax. Santa Ana Grocery Company blev etableret i 1912 og servicerede primært de lokale landmænd med foder og korn.